# Götz Martius
Götz Martius (vollständiger Name: Anton Ludwig Gottfried Martius; * 7. März 1853 in Erxleben, Provinz Sachsen; † 27. Mai 1927 in Kiel) war ein deutscher Philosoph, Psychologe und Hochschullehrer an der Christian-Albrechts-Universität zu Kiel.

## Leben
Nach dem Abitur auf dem Gymnasium Unserer lieben Frauen in Magdeburg studierte der Sohn des Superintendenten Fedor Martius ab 1871 Klassische Philologie sowie Philosophie an der Rheinischen Friedrich-Wilhelms-Universität Bonn und promovierte dort 1877 zum Dr. phil. Von 1877 bis 1882 arbeitete er als Lehrer am Pädagogium Godesberg bzw. als Hauslehrer in Berlin. Am 28. April 1885 habilitierte er sich an der Bonner Universität mit einer Arbeit über die Induktionslehre des Aristoteles und wurde dort 1893 außerordentlicher Professor. Am 1. Oktober 1898 wurde er als ordentlicher Professor der Philosophie nach Kiel berufen, wo er bis 1921 lehrte. Er gründete dort das Psychologische Seminar und war in den Studienjahren 1910/1911 und 1916/1917 Rektor. 1911 erhielt er den Ehrentitel Geheimer Regierungsrat.
Götz hielt die Psychologie für die Grundlage der Philosophie und aller Geisteswissenschaften. Dies stellte einen erweiterten Psychologismus dar.

## Familie

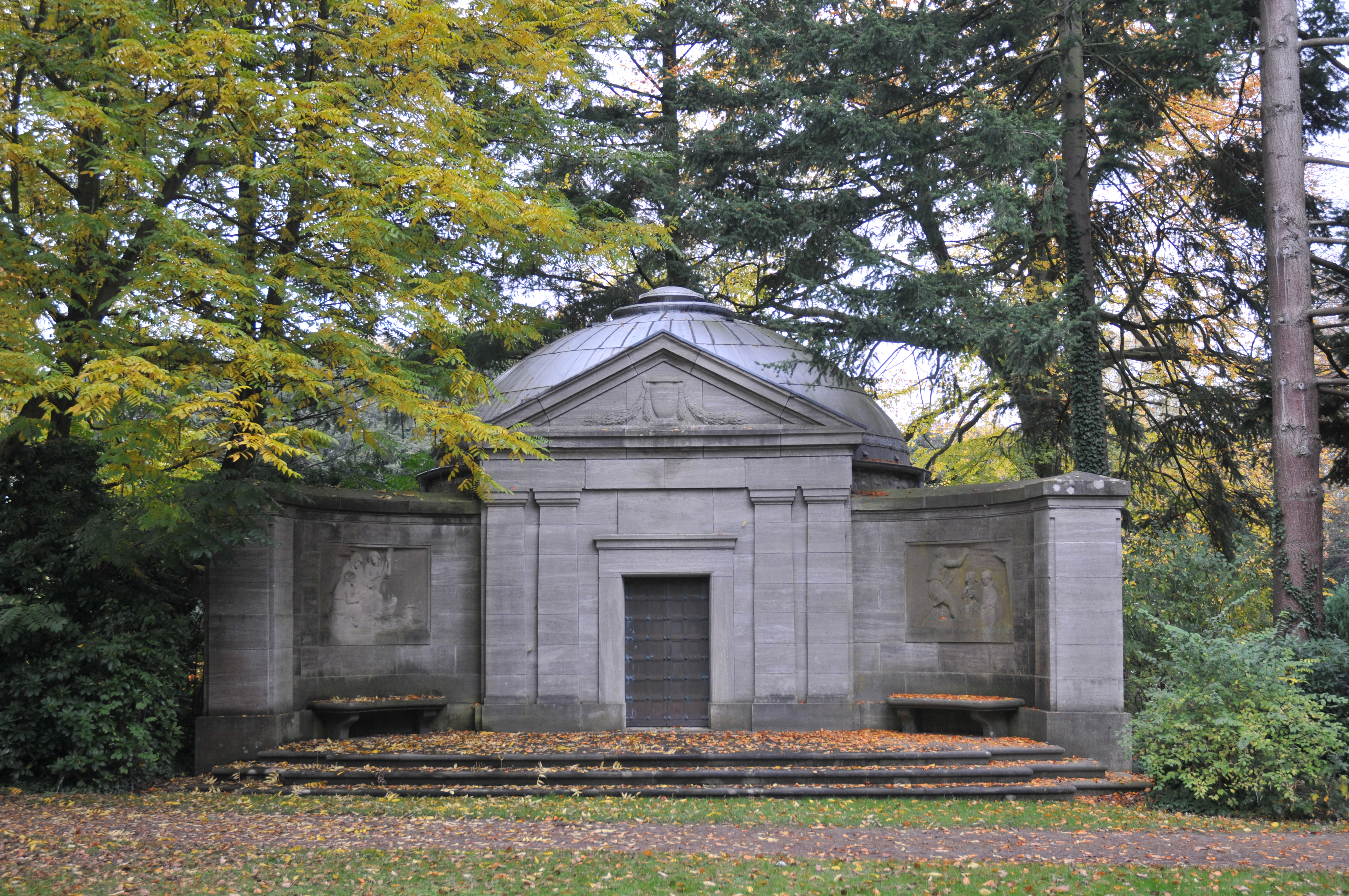
Grabkapelle der Familie Martius auf dem Parkfriedhof Eichhof in Kronshagen nach Entwurf von Bildhauer Adolf von Hildebrand

Götz Martius war ein Bruder des Rostocker Internisten Friedrich Martius. Er war verheiratet mit Margarete gebn. Borsig (1864–1945), einer Tochter des Unternehmers Albert Borsig. Beide waren die Eltern der Kunsthistorikerin und Malerin Lilli Martius und des Diplomaten Georg Martius.

## Schriften
- Zur Lehre vom Urtheil. Ein Beitrag zur Erkenntnistheorie und Logik. Bonn 1877.
- Über die Ziele der experimentellen Psychologie. (Vortrag) Bonn 1888.
- Über den Einfluss der Intensität der Reize auf die Reactionszeit der Klänge. Leipzig 1891.
- Über die Dauer der Lichtempfindungen. Beiträge zur Psychologie und Philosophie. 1902.
- Leib und Seele. Rede beim Antritt des Rektorats der Königlichen Christian-Albrechts-Universität am 5. März 1910. Kiel 1910.
- Über Freiheit. (Rede beim Antritt des Rektorats der Christian-Albrechts-Universität) Kiel 1916.
- mit J. Wittmann: Die Formen der Wirklichkeit. (Festbeitrag zu Kants 200jährigem Geburtstag) Leipzig 1924.